# Marlboro (sigarettenmerk)

logo

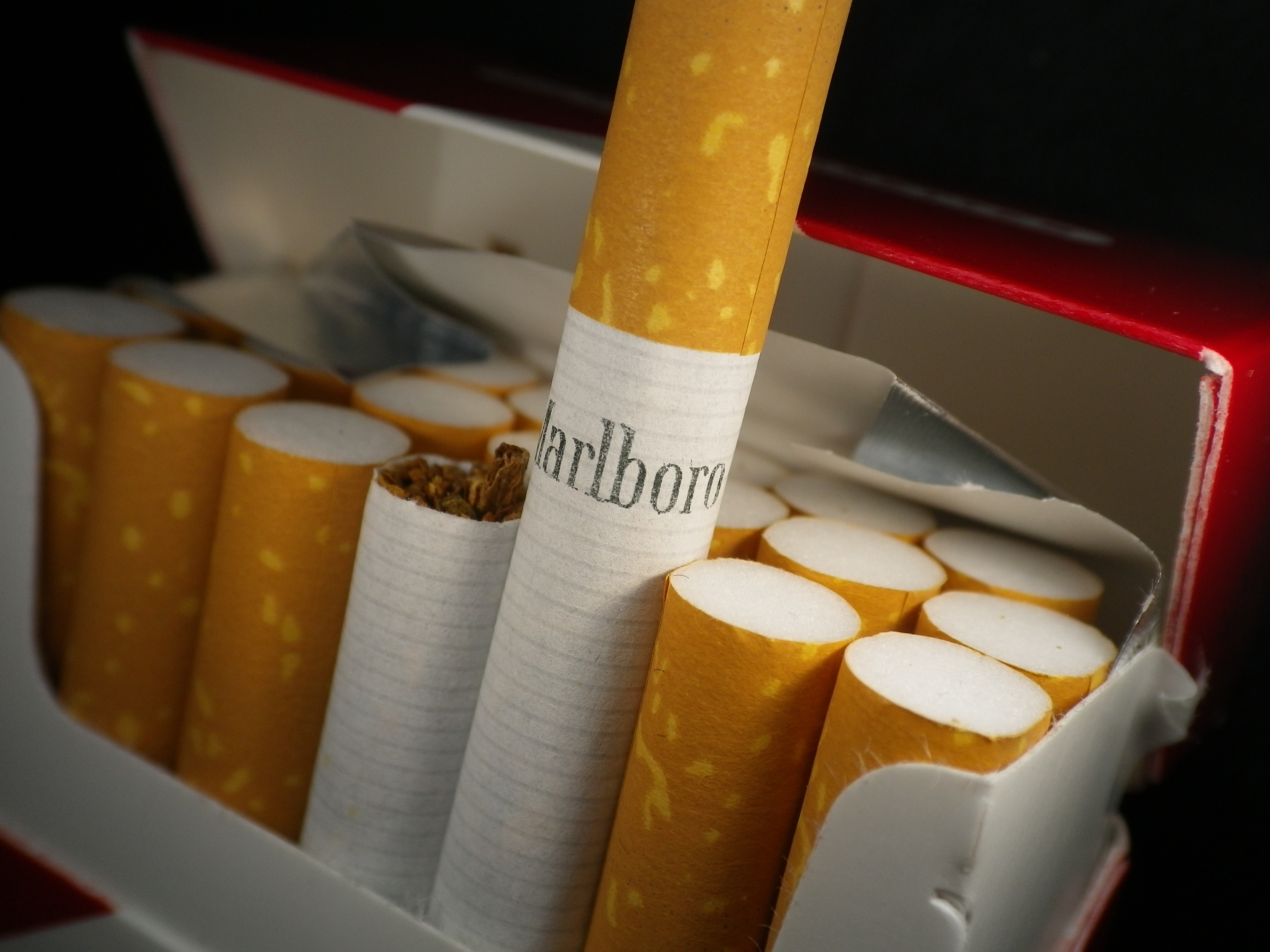
Marlborosigaretten in een pakje

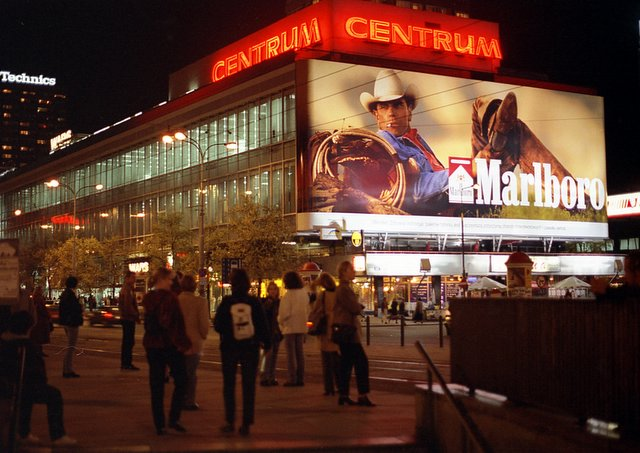
Reclame met de Marlboro Man

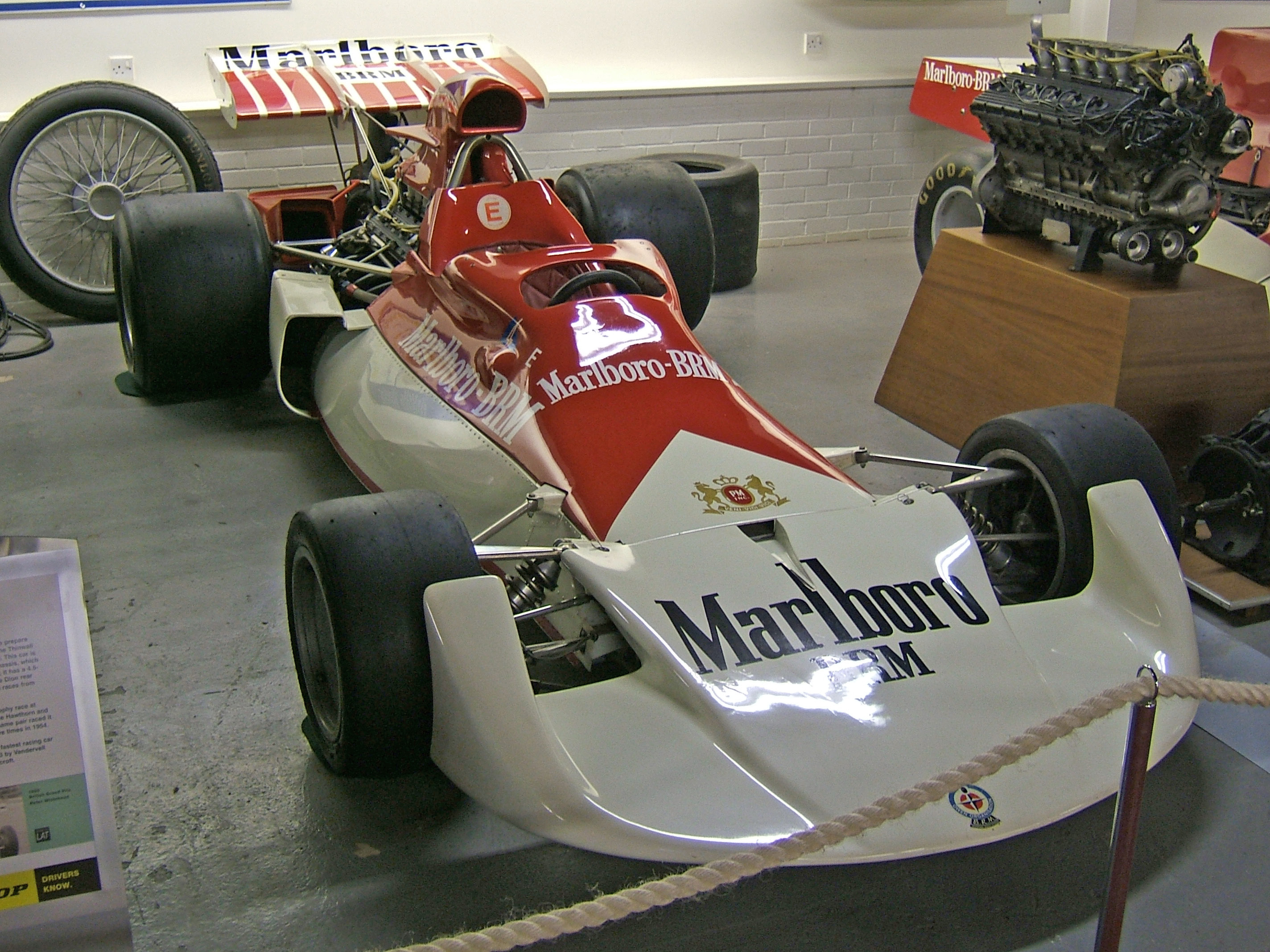
Racewagen met Marlboro-reclame

Marlboro is een Amerikaans sigarettenmerk. De verkoop in de Verenigde Staten is in handen van Altria Group en daarbuiten verzorgt Philip Morris International Inc. (PMI) de verkoop.
Dit merk heeft wereldwijd de hoogste verkopen. In 2018 verkocht Altria 95 miljard stuks en PMI bijna driemaal zoveel ofwel 264,4 miljard stuks. In de Verenigde Staten is het marktaandeel iets meer dan 40% en internationaal, exclusief de Volksrepubliek China ligt het aandeel rond de 15%.

## Geschiedenis
Marlboro is genoemd naar Great Marlborough Street, een straat in Soho, Londen, waar de fabriek stond die de eerste sigaretten vervaardigde. 
In 1902 opende de Brit Philip Morris een dochteronderneming in New York om daar zijn sigaretten te verkopen. De merknaam "Marlboro" werd in 1908 in de Verenigde Staten geregistreerd, hoewel het tot 1924 duurde voordat het merk naar de markt werd gebracht. Het werd gepositioneerd als "Amerika's luxe sigaret". Rond de jaren 1930 kwam de focus op vrouwen te liggen en kreeg het filter een bedrukte rode band om vlekken van lippenstift te verbergen.
In de jaren vijftig werden de eerste studies gepubliceerd die roken aan longkanker koppelde. Philip Morris paste de reclameboodschap aan om mannen aan te spreken die bezorgd waren over longkanker. Sigaretten met filter werden veiliger beschouwd dan ongefilterde sigaretten, maar waren tot die tijd alleen op de markt gebracht voor vrouwen. Voor de herpositionering van Marlboro als sigaret voor mannen werd Leo Burnett aangesteld. Hij stelde een reclamecampagne voor met mannelijke figuren zoals cowboys, zeekapiteins en bouwvakkers. Hoewel Philip Morris zich zorgen maakte over de campagne, gaf het bedrijf uiteindelijk zijn goedkeuring. De campagne was een succes. Het marktaandeel steeg van minder dan een procent naar het vierde best verkochte merk. Philip Morris besloot alleen de cowboy te gebruiken in de reclame die uitgroeide tot de Marlboro Man.

### Rechtszaken
In 2006 werd in een Amerikaanse rechtszaak verboden nog langer termen als Light, Ultralight of Mild te gebruiken op de verpakking. Dit wekte de verkeerde indruk dat deze versies veiliger zijn dan gewone sigaretten met volledige smaak. Marlboro stapte hierbij over naar pakjes met een andere kleur, zoals bijvoorbeeld Marlboro Lights dat Marlboro Gold werd.
In 2014 kregen nieuwe advertenties kritiek van de anti-rookorganisaties. Marlboro zou zich hiermee te veel richten op jonge mensen.

## Reclame
Marlboro was jarenlang binnen de Formule 1 een groot sponsor van onder andere Alfa Romeo, Mclaren en Scuderia Ferrari. Nog steeds is het partner van Ferrari (tot 2011 was de officiële naam: Scuderia Ferrari Marlboro F1).
In de reclame van Marlboro stond jarenlang de Marlboro Man centraal. Dit was een stoere cowboy, met dito hoed en paard, die stoer van zijn sigaret genoot. Voor deze rol werd in 1975 de acteur en rodeorijder Wayne McLaren gecontracteerd. McLaren overleed in 1992 op 51-jarige leeftijd aan de gevolgen van longkanker. In zijn laatste maanden voerde hij actief campagne tegen het roken.
Ook drie andere Marlboro Men zijn inmiddels gestorven aan longaandoeningen: David Miller in 1987 aan longemfyseem, David McLean in 1995 aan longkanker en Eric Lawson in 2014 aan COPD. Ook Lawson trad in zijn laatste jaren op in spotjes om het roken te ontmoedigen.
In november 2019 overleed Bob Norris, de eerste Marlboro Man. Norris rookte zelf niet en waarschuwde zijn kinderen dat zij nooit mochten gaan roken, omdat het ongezond is. Toen zijn kinderen hem vroegen waarom hij dan sigarettenreclames maakte, stopte hij ermee.